# 布朗斯科納 (印第安納州)
布朗斯科納（英語：Browns Corner）是位於美國印地安納州亨廷頓縣的一個非建制地區。該地的面積和人口皆未知。